# Misato (Akita)
Pour les articles homonymes, voir Misato.
Misato (美郷町, Misato-machi) est un bourg du district de Senboku, dans la préfecture d'Akita, au Japon.

## Géographie

### Démographie
Au 1er juillet 2014, la population de Misato s'élevait à 20 412 habitants répartis sur une superficie de 168,36 km2.